# نیروگاه برق آبی فلو
نیروگاه برق آبی فلو (به لاتین: Félou Hydroelectric Plant) یک نیروگاه جریانی روزمینی در مالی است که در استان کایس واقع شده‌است.